# Xã Mapleton, Quận Minnehaha, Nam Dakota
Xã Mapleton (tiếng Anh: Mapleton Township) là một xã thuộc quận Minnehaha, tiểu bang Nam Dakota, Hoa Kỳ. Năm 2010, dân số của xã này là 2.188 người.